# Lars-Magnus Jönsson
Lars-Magnus Jönsson, född 20 augusti 1969 i Halmstad, är en svensk tidigare handbollsspelare.

## Karriär
Jönsson spelade i sin ungdom både fotboll i IS Halmia och en period i IK Sirius då familjen bodde i Uppsala. Men det blev handboll som han prioriterade. Han spelade 335 matcher totalt för HK Drott och gjorde 426 mål (189 mål i elitserien). Två gånger blev han mästare i HK Drott då de blev svenska mästare säsongen 1993/1994. Tillsammans med Drott deltog Jönsson även i EHF-cupen säsongen 1997/1998. Jönsson har inte spelat några landskamper.

## Tränarkarriär
2007 blir Lars-Magnus Jönsson tränare i OV Helsingborg som just tagit sig till elitserien. Spelet i eliten går dåligt i december 2007 får Jönsson sparken. Under tiden efter Drotts SM-guld 2013 var han tränare i HK Drott först  med Tommy Suoraniemi och sedan med  Diego Perez Marne. Det slutade med att Drott åkte ur allsvenskan. 2017 bytte han sport och tränade Halmia akademin i fotboll där han är assisterande till sin bror. 2019 blir han damtränare för Drotts allsvenska damlag.

## Privatliv
Lars-Magnus Jönsson är gift och har två barn. Arbetar som boendestödjare på Halmstad kommun.

## Meriter
- Två SM-guld (1990 och 1994) med HK Drott[7]
- Silver, Final i Citycupen med HK Drott